# كأس البرتغال 1968–69
كأس البرتغال 1968–69 هو الموسم 29 من كأس البرتغال. كان عدد الأندية المشاركة فيه 95، وفاز فيه نادي بنفيكا.